# Marie Louise Meilleur
María Luisa Febronia Meilleur (nacida Chassé, 29 de agosto de 1880 - 16 de abril de 1998) fue una supercentenaria francocanadiense que, tras la muerte de la francesa Jeanne Calment, se convirtió en la persona viva más anciana del mundo. Meilleur es la canadiense más longeva verificada y la sexta persona más longeva de la historia, detrás de Jeanne Calment, Sarah Knauss, Kane Tanaka, Nabi Tajima y Lucile Randon.

## Biografía
Nació en Kamouraska, Quebec, donde se casó con su primer esposo, Étienne Leclerc, en 1900. Después de que él y sus dos padres murieron en 1911 y 1912, Meilleur dejó a dos de sus cuatro hijos sobrevivientes en 1913 y se trasladó a la frontera de Ontario. Sólo una vez, en 1939, volvió a la zona de Quebec. Ella tuvo seis hijos por su segundo marido, Hector Meilleur, con quien se casó en 1915. Después de su muerte en 1972, vivió primero con una hija y luego en un hogar de ancianos en Corbeil. De sus 12 hijos, sólo cuatro la sobrevivieron. Tenía 85 nietos, 80 bisnietos, 57 tataranietos y cuatro trastataranietos. Meilleur fumaba tabaco a los noventa años.
Se convirtió en la persona viva más anciana en agosto de 1997, después de la muerte de Jeanne Calment, de 122 años de edad. Cuando murió de un coágulo de sangre a los 117 años en abril de 1998 en East Ferris, Ontario, uno de sus hijos también vivía en el mismo hogar de ancianos, y su hija mayor, Gabrielle Vaughan, tenía 90 años.
Fue enterrada junto a su segundo marido en Swisha, donde había vivido previamente.